# Justin Astley
Justin Astley (ur. 20 maja 1983 w Anglii) – angielski snookerzysta.

## Kariera amatorska
W sezonie 2007/2008 grywał w serii turniejów International Open Series. W turnieju VIII doszedł do finału, gdzie przegrał z Liamem Highfieldem 2-6.
W trakcie sezonu 2009/2010 dwukrotnie doszedł do finału PIOS jednak dwukrotnie uległ swoim przeciwnikom: w turnieju VII przegrał z Paulem Davisonem 2-6, w turnieju VIII zaś uległ Paulowi Davisonowi 1-6.

## Kariera zawodowa
Justin Astley w gronie profesjonalistów grywa od 2001 roku. Jednak już w następnym sezonie wypadł z Main Touru z powodu słabych występów. Powrócił tam w sezonie 2005/2006, jednak wtedy także nie udało mu się utrzymać w stawce najlepszych.
Po raz trzeci do Main Touru dostał się dzięki zajęciu siódmego miejsca w rankingu PIOS w sezonie 2009/2010.

### Sezon 2010/2011
W kwalifikacjach do turnieju Shanghai Masters 2010 odpadł już w pierwszej rundzie ulegając reprezentantowi Tajlandii Thanawat Thirapongpaiboonowi 3-5.